# Liste de plantes ichtiotoxiques et insecticides
Cette liste contient des plantes réputées ichtiotoxiques (toxique pour les poissons) ou insecticides, et autres animaux à sang froid. Elle n'est pas exhaustive.
Pour plus de précisions, voir la section sur les Insecticides d'origine végétale sur l'article Insecticide.

## Plantes ichtiotoxiques et insecticides
- Cévadille ou sabadilla (Schoenocaulon officinale (Schltdl. & Cham.) A. Gray ex Benth., Mélanthiacées)
- Clidemia hirta (L.) D. Don.[1]
- Cubé - roténone - (Lonchocarpus utilis A. C. Sm, Fabacées)
- Derris - roténone -
  - (Derris scandens (Roxb.) Benth., Fabacées)
  - (Derris trifoliata Lour., Fabacées)
- Hirtella racemosa Lam.[1]
- Miconia caudata (Bonpl.) DC.[1]
- Miconia aeruginosa Naud.[1]
- Miconia sp.[1]
- Palicourea lyristipula Wern L.[1]
- pin - huile de pin, alcool terpénique - (Pinus pinaster Aiton, Pinacées)
- Pyrèthre d'Afrique (Anacyclus pyrethrum (L.) Link, Astéracées)
- Pyrèthre de Dalmatie (Tanacetum cinerariifolium (Trevir.) Sch. Bip., Astéracées)
- Pyrèthre du Caucase (Anacyclus pyrethrum (L.) Link, Astéracées)
- Quassia ou quinine de Cayenne (Quassia amara, Simaroubacées)
- Ryania (Ryania speciosa, Flacourtiacées)
- Tabac - nicotine - (Pyrethrum caucasicum L. Astéracées)
- Tephrosia ou bois poison (Tephrosia toxicaria, Fabacées)
- Vernonia
- Neem ou Nim (Azadirachta indica L., Méliacées)